# Andrej Vištica
Andrej Vištica (* 31. Mai 1983 in Ljubuški, SFR Jugoslawien) ist ein kroatischer Triathlet und Triathlon-Europameister auf der Langdistanz (2013).

## Werdegang
Vištica begann während seines Studiums der Elektrotechnik, das er im Jahr 2007 abschloss, mit dem Triathlon.
Seine ersten Wettbewerbe bestritt er über Kurz- und Mitteldistanzen. Im Jahr 2008 wurde er kroatischer Vizemeister über die Langdistanz und Dritter über die olympische Distanz.
2009 wurde Vištica Kroatischer Meister über die doppelte olympische Distanz.
2010 wurde er kroatischer Vizemeister über die Langdistanz und erneut Dritter über die olympische Distanz. Bei der Challenge Walchsee-Kaiserwinkl nahm er zum ersten Mal an einem Wettkampf der Challenge-Serie und belegte den 17. Platz. Im gleichen Jahr erreichte er bei der ITU-Weltmeisterschaft über die Langdistanz im Rahmen des Allgäu Triathlon den 20. Platz.
2011 wurde Vištica Dreizehnter beim Challenge Kraichgau und Sechster bei seinem Debüt über die Ironman-Distanz bei der Challenge Roth. Er startet seit 2011 für das Team TBB.

### Triathlon-Europameister Langdistanz 2013
Im September 2013 wurde Vištica durch seinen Sieg beim Challenge Vichy Europameister über die Langdistanz. Im gleichen Jahr wurde er kroatischer Meister über die Mitteldistanz.
2014 gelang ihm ein erneuter Sieg beim Challenge Vichy und im Rahmen des Poreč Triathlon wurde er kroatischer Meister über die Langdistanz.
Im September 2019 wurde der 36-Jährige zum dritten Mal kroatischer Meister auf der Mitteldistanz. Im August 2021 wurde er Dritter beim Embrunman.

## Sportliche Erfolge
| Datum/Jahr    | Platz | Wettbewerb                                           | Austragungsort | Zeit     | Bemerkung                                   |
| ------------- | ----- | ---------------------------------------------------- | -------------- | -------- | ------------------------------------------- |
| 20. Sep. 2020 | 1     | CRO Middle Distance Triathlon National Championships | Korčula        | 04:11:04 | Kroatischer Meister Mitteldistanz           |
| 21. Sep. 2019 | 1     | CRO Middle Distance Triathlon National Championships | Dugi Otok      | 04:10:08 | Kroatischer Meister Mitteldistanz           |
| 25. Aug. 2018 | 3     | CRO Triathlon National Championships                 | Split          | 01:53:51 |                                             |
| 28. Mai 2017  | 1     | CRO Middle Distance Triathlon National Championships | Petrčane       | 03:59:31 | Kroatischer Meister Mitteldistanz           |
| 27. Jan. 2017 | 13    | Ironman 70.3 Dubai                                   | Dubai          | 03:53:37 | Mitteldistanz                               |
| 29. Juni 2014 | 3     | Chiemsee Triathlon                                   | Chieming       | 03:50:49 |                                             |
| 15. Juni 2014 | 11    | Challenge Kraichgau                                  | Kraichgau      |          |                                             |
| 2. Sep. 2012  | 10    | Challenge Walchsee-Kaiserwinkl                       | Walchsee       |          |                                             |
| 19. Aug. 2012 | 8     | Challenge Vichy                                      | Vichy          |          | verkürzte Austragung über die Mitteldistanz |
| 12. Mai 2012  | 1     | Austrian 1/2 Iron Triathlon Röcksee                  | Graz           | 03:49:33 |                                             |
| 5. Juni 2011  | 13    | Challenge Kraichgau                                  | Kraichgau      |          |                                             |
| 13. Mai 2011  | 2     | Austrian 1/2 Iron Triathlon Röcksee                  | Graz           |          |                                             |
| 2. Aug. 2009  | 28    | Antwerp Ironman 70.3                                 | Antwerpen      |          |                                             |
| 24. Mai 2009  |       | Ironman 70.3 Austria                                 | St. Pölten     | 04:20    |                                             |
| 2009          | 1     | CRO Middle Distance Triathlon National Championships | Kroatien       |          | Kroatischer Meister Mitteldistanz           |
| 2008          | 3     | CRO Triathlon National Championships                 | Kroatien       |          | Staatsmeisterschaft                         |

| Datum/Jahr    | Platz | Wettbewerb                                         | Austragungsort  | Zeit     | Bemerkung                                                                                  |
| ------------- | ----- | -------------------------------------------------- | --------------- | -------- | ------------------------------------------------------------------------------------------ |
| 15. Aug. 2023 | 3     | Embrunman                                          | Embrun          | 09:56:53 | auf der Langdistanz                                                                        |
| 15. Aug. 2022 | 3     | Embrunman                                          | Embrun          |          | auf der Langdistanz                                                                        |
| 15. Aug. 2021 | 3     | Embrunman                                          | Embrun          | 09:38:27 | auf der Langdistanz                                                                        |
| 23. Sep. 2017 | 2     | Ironman Italy                                      | Cervia          | 08:17:47 | Dritter bei der Erstaustragung                                                             |
| 15. Aug. 2016 | 2     | Embrunman                                          | Embrun          | 09:50:54 |                                                                                            |
| 5. Juni 2016  | 5     | Ironman France                                     | Nizza           | 08:39:19 |                                                                                            |
| 15. Aug. 2015 | 1     | Embrunman                                          | Embrun          | 09:44:45 |                                                                                            |
| 12. Okt. 2014 | 1     | CRO Long Distance Triathlon National Championships | Poreč           | 03:59:12 | Sieger bei den Offenen Kroatischen Meisterschaften über die Langdistanz (Poreč Triathlon)  |
| 31. Aug. 2014 | 1     | Challenge Vichy                                    | Vichy           | 08:21:16 |                                                                                            |
| 15. Aug. 2014 | 4     | Embrunman                                          | Embrun          | 10:23:23 | auf der Langdistanz                                                                        |
| 20. Juli 2014 | 8     | Challenge Roth                                     | Roth            | 08:28:26 |                                                                                            |
| 22. Sep. 2013 | 1     | CRO Long Distance Triathlon National Championships | Poreč           | 03:39:09 | Sieg bei den Offenen Kroatischen Meisterschaften über die Langdistanz beim Poreč Triathlon |
| 1. Sep. 2013  | 1     | ETU Long Distance Triathlon European Championships | Vichy           | 08:21:16 | Europameister auf der Langdistanz im Rahmen der Challenge Vichy                            |
| 14. Juli 2013 | 11    | Challenge Roth                                     | Roth            | 08:28:05 |                                                                                            |
| 1. Juni 2013  | 12    | ITU Long Distance Triathlon World Championships    | Belfort         | 04:31:42 | Triathlon-Weltmeisterschaft auf der Langdistanz                                            |
| 30. Sep. 2012 | 7     | Challenge Barcelona-Maresme                        | Calella         | 08:28:45 |                                                                                            |
| 29. Juli 2012 | 18    | ITU Long Distance Triathlon World Championships    | Vitoria-Gasteiz | 06:05:20 |                                                                                            |
| 15. Juni 2012 | 9     | TriStar 111 Kufstein                               | Kufstein        |          |                                                                                            |
| 10. Juli 2011 | 6     | Challenge Roth                                     | Roth            | 08:19:19 |                                                                                            |
| 1. Aug. 2010  | 20    | ITU Long Distance Triathlon World Championships    | Immenstadt      | 06:56:00 | Weltmeisterschaft auf der Langdistanz – im Rahmen des Allgäu Triathlon                     |
| 2008          | 2     | CRO Long Distance Triathlon National Championships | Kroatien        |          | Vizestaatsmeister Langdistanz                                                              |

(DNF – Did Not Finish)